# Forces de libération africaines de Mauritanie
Les Forces de libération africaines de Mauritanie (F.L.A.M.) sont un mouvement nationaliste mauritanien fondé en 1983 ciblant l'abolition complète de l'esclavage et l'égalité entre Négro-Mauritaniens (Bambaras, Halpulaars, Haratins, Soninkés et Wolofs) et Beïdanes.

## Histoire

### Contexte
Dès la rentrée scolaire d'octobre 1965, l'État mauritanien rend obligatoire l'enseignement primaire et secondaire en arabe. Le 4 janvier 1966, les lycéens de Nouakchott, de Kaédi, de Boghé et de Rosso font grève illimité et le 6 janvier suivant, des fonctionnaires noirs apportèrent leur soutien aux lycéens et rédigèrent le « Manifeste des 19 ». Dans ce manifeste, ils dénoncent cette loi qu'ils voient comme un obstacle à l'avancement des Noirs non arabophones dans le pays, l'arabisation du pays, ainsi que l'effacement du caractère négro-africain de la Mauritanie dans toutes les sphères de la société. De plus. ils réclament l'instauration du fédéralisme. Le 13 janvier 1966, le Conseil des Ministres, modifie la loi controversé en excluant les élèves ayant reçu une éducation dans un établissement étranger et ceux qui étaient au lycée avant la promulgation de l'obligation. Le 19 janvier 1966, les lycées sont suspendus jusqu'au 4 février 1966. Dans la nuit du 2 février au 3, des élèves maures arabistes dénoncent la réforme de la loi, « la politique qui consiste à forger de toutes pièces une ethnie noire pour noircir la Mauritanie » et prône la scission de la Mauritanie selon les frontières raciales. Le 8 février au lycée de Noakchott, des rixes ont eu lieu entre les élèves noirs et les élèves maures. Le lendemain, des Haratins armés organisaient des ratonnades dans les quartiers majoritairement noirs de la ville, sous prétexte que les Négro-Mauritaniens soudanophones étaient sénégalais. Au final, trois Maures et trois Noirs ont été tués et près de 70% des blessés étaient noirs. À la suite de ces violences, le 11 et le 12 février 1966, les 19 signataires du Manifeste du 19 et 25 Maures arabistes ont été arrêtés. Les auteurs du « Manifeste du 19 » ont été emprisonnés à Nbeika sans procès.

#### Manifeste du négro-mauritanien opprimé
Le 14 mars 1983, l’Union démocratique mauritanienne (UDM), l’Organisation pour la défense des intérêts des Négro-Africains de Mauritanie (ODINAM), le Mouvement populaire des Africains de Mauritanie (MPAM) et le Mouvement des élèves et étudiants noirs
(MEEN) fusionnent pour former les FLAM.

## Symbologie
Le drapeau des FLAM symbolise l'unité entre les populations négro-mauritiennes et beïdanes et l'égalité entre les différentes régions du pays:
- Le jaune représente le Sahara et le Sahel
- Le vert représente la vallée du fleuve Sénégal au sud du pays
- Le noir représente les Négro-Mauritaniens
- Le blanc représente les Beïdanes.